# Medalla Perkin
La Medalla Perkin es un premio que se otorga anualmente por la sección americana de la Sociedad de la Industria Química a un científico residente en los Estados Unidos en mérito a una «innovación en química aplicada resultante en algún desarrollo comercial».  Es considerado el más alto honor dado por la industria de productos químicos de uso industrial en los EE. UU.
La Medalla Perkin fue concedida en 1906 para conmemorar el 50.º aniversario del descubrimiento de mauvina, el primer colorante de anilina sintética por sir William Henry Perkin, químico inglés. El premio fue condedido a sir William, con ocasión de su célebre visita a los Estados Unidos en el año antes de morir. La siguiente presea fue dada en 1908 y se ha otorgado cada año desde entonces.

## Lista de galardonados
- 1906: Sir William H. Perkin
- 1908: J. B. F. Herreshoff
- 1909: Arno Behr
- 1910: Edward G. Acheson
- 1911: Charles M. Hall
- 1912: Herman Frasch
- 1913: James Gayley
- 1914: John W. Hyatt
- 1915: Edward Weston
- 1916: Leo H. Baekeland
- 1917: Ernst Twitchell
- 1918: Auguste J. Rossi
- 1919: Frederick G. Cottrell
- 1920: Charles F. Chandler
- 1921: Willis R. Whitney
- 1922: William M. Burton
- 1923: Milton C. Whitaker
- 1924: Frederick M. Becket
- 1925: Hugh K. Moore
- 1926: Richard B. Moore
- 1927: John E. Teeple
- 1928: Irving Langmuir
- 1929: Eugene C. Sullivan
- 1930: Herbert H. Dow
- 1931: Arthur D. Little
- 1932: Charles F. Burgess
- 1933: George Oenslager
- 1934: Colin G. Fink
- 1935: George O. Curme, Jr.
- 1936: Warren K. Lewis
- 1937: Thomas Midgley, Jr.
- 1938: Frank J. Tone
- 1939: Walter S. Landis
- 1940: Charles M. A. Stine
- 1941: John V. N. Dorr
- 1942: Martin Ittner
- 1943: Robert E. Wilson
- 1944: Gaston F. Dubois
- 1945: Elmer K. Bolton
- 1946: Francis C. Frary
- 1947: Robert R. Williams
- 1948: Clarence w. Balke
- 1949: Carl S. Miner
- 1950: Eger V. Murphree
- 1951: Henry Howard
- 1952: Robert M. Burns
- 1953: Charles A. Thomas
- 1954: Roger Adams
- 1955: Roger Williams
- 1956: Edgar C. Britton
- 1957: Glenn T. Seaborg
- 1958: William J. Kroll
- 1959: Eugene J. Houdry
- 1960: Karl Folkers
- 1961: Carl F. Prutton
- 1962: Eugene G. Rochow
- 1963: William O. Baker
- 1964: William J. Sparks
- 1965: Carl Shipp Marvel
- 1966: Manson Benedict
- 1967: Vladimir Haensel
- 1968: Henry B. Hass
- 1969: Robert W. Cairns
- 1970: Milton Harris
- 1971: James F. Hyde
- 1972: Robert Burns MacMullin
- 1973: Theodore L. Cairns
- 1974: Edwin H. Land
- 1975: Carl Djerassi
- 1976: Lewis H. Sarett
- 1977: Paul J. Flory
- 1978: Donald F. Othmer
- 1979: James D. Idol Jr.
- 1980: Herman F. Mark
- 1981: Ralph Landau
- 1982: Herbert C. Brown
- 1983: N. Bruce Hannay
- 1984: John H. Sinfelt
- 1985: Paul B. Weisz
- 1986: Peter Regna
- 1987: J. Paul Hogan and: Robert L. Banks
- 1988: James F. Roth
- 1989: Frederick J. Karol
- 1990: John E. Franz
- 1991: Miguel Ángel Ondetti
- 1992: Edith M. Flanigen
- 1993: Lubomyr T. Romankiw
- 1994: Marinus Los
- 1995: Delbert H. Meyer
- 1996: Marion D. Francis
- 1997: Stephanie Kwolek
- 1998: David R. Bryant
- 1999: Albert A. Carr
- 2000: Norman N. Li
- 2001: Elsa Reichmanis
- 2002: Paul S. Anderson
- 2003: William H. Joyce
- 2004: Gordon E. Moore
- 2005: Robert W. Gore
- 2006: James C. Stevens
- 2007: Herbert Boyer
- 2008: Ian Shankland
- 2009: Richard Bruce Silverman
- 2010: Ronald Breslow
- 2011: Rodney H. Banks
- 2012: Robert S. Langer[1]
- 2013: Bruce Roth
- 2014: John C. Warner[2]
- 2015: Cynthia A. Maryanoff[3]
- 2016: Peter Trefonas[4]
- 2017: Ann E. Weber[5]
- 2018: Barbara Haviland Minor[6]
- 2019:  Chad Mirkin[6]
- 2020: Jane Frommer[7]

2021-2022 Aníbal Segura